# Francisco Xavier Carneiro
Francisco Xavier Carneiro ( Mariana, Minas Gerais, 1765 - Mariana, Minas Gerais, 1840) foi um pintor barroco, dourador, encarnador e louvador, durante parte do século XVIII e XIX. Era filho de uma escrava e devido à lei do ventre livre, acredita-se que foi alforriado ao ser batizado. Viveu de 1793 a 1795 em Itabirito (MG).

## Biografia
Era especializado em trabalhos de douramento e policromia nos forros das igrejas, como fez na Igreja da Ordem Terceira de São Francisco (1807), na Igreja de Nossa Senhora do Rosário (1824) em Itaverava, na Igreja Matriz de Santo Antônio (1824) em Itaverava e na Igreja da Ordem Terceira de Nossa Senhora do Carmo (1826) em Mariana. 
Em 1827, realizou a avaliação das obras de pintura da Igreja Matriz de Nossa Senhora do Pilar, em Ouro Preto (Minas Gerais). Em 1799, Francisco encarnou as estátuas dos Passos do Horto, Paixão, Coroação e Cruz às Costas, que foram esculpidas por Aleijadinho, para o Santuário do Bom Jesus de Matozinhos, em Congonhas do Campo.
Para consagrá-lo, o nome de Francisco Xavier Carneiro foi dado a uma rua, localizada em Jardim Cidade Pirituba, na cidade de São Paulo.